# Stelling van Bolzano-Weierstrass
In de wiskundige analyse, een deelgebied van de wiskunde, is de stelling van Bolzano-Weierstrass een fundamenteel resultaat over convergentie in een eindig-dimensionale euclidische ruimte {\displaystyle \mathbb {R} ^{n}.} De stelling beweert dat elke begrensde rij in {\displaystyle \mathbb {R} ^{n}} een convergente deelrij heeft. Een gelijkaardige stelling, die gebruikmaakt van de stelling van Bolzano-Weierstrass, zegt dat een deelverzameling van {\displaystyle \mathbb {R} ^{n}} sequentieel compact is dan en slechts dan als deze gesloten en begrensd is.

## Geschiedenis
De stelling van Bolzano-Weierstrass is naar de wiskundigen Bernard Bolzano en Karl Weierstrass genoemd. De stelling werd in 1817 door Bolzano bewezen als een hulpstelling in het bewijs van de tussenwaardestelling. Zo'n vijftig jaar later werd het grote belang van de stelling onderkend, nadat Weierstrass de stelling nogmaals had bewezen. De stelling van Bolzano-Weierstrass is sindsdien uitgegroeid tot een essentiële stelling in de analyse.

## Toepassing in de economie
Er worden in de economie verschillende belangrijke begrippen gebruikt, die met een economisch evenwicht zijn verbonden. Om het bestaan van deze evenwichten te bewijzen maakt men vaak gebruik van variaties van de stelling van Bolzano-Weierstrass. Een voorbeeld is het bestaan van een allocatie van middelen met een Pareto-efficiëntie. Een allocatie wordt door een matrix van consumptiebundels gegeven voor agenten in een economie. De rijen van de allocatiematrix kunnen aan de hand van een preferentierelatie worden gesorteerd. Het is met de stelling van Bolzano-Weierstrass mogelijk te bewijzen dat als de verzameling van allocaties compact en niet-leeg is, dat het systeem dan een Pareto-efficiënte allocatie heeft.

## Websites
- (en)  ProofWiki. Bolzano-Weierstrass Theorem.